# الپی، پومرانیان ویوودشیپ
الپی، پومرانیان ویوودشیپ (به لاتین: Alpy, Pomeranian Voivodeship) یک منطقهٔ مسکونی در لهستان است که در Gmina Gniewino واقع شده‌است.